# Nicolaus Gryse

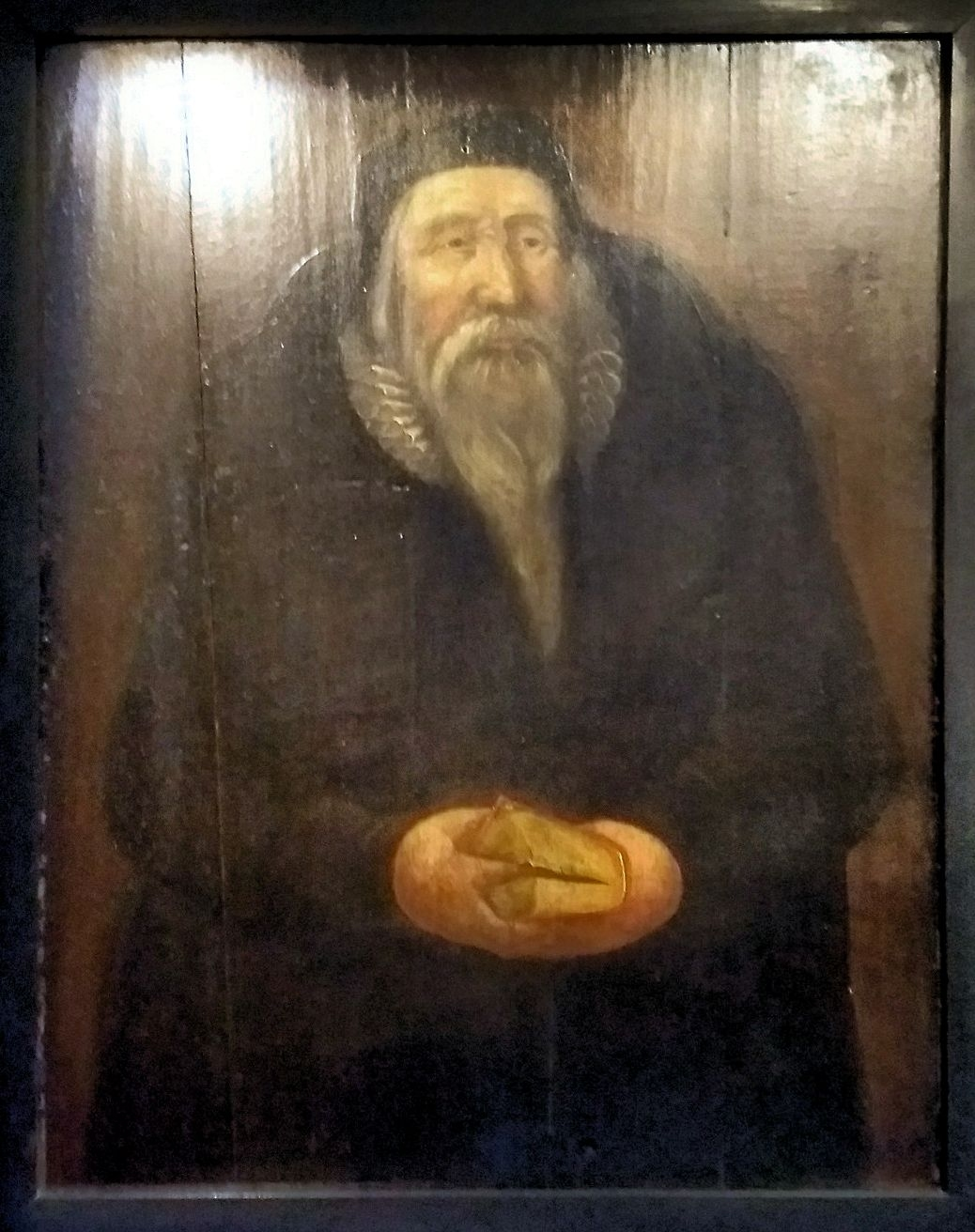
Nicolaus Gryse – Gemälde im Kulturhistorischen Museum Rostock

Nicolaus Gryse (* 25. November 1543 in Rostock; † 6. August 1614 ebenda) war ein deutscher lutherischer Geistlicher.

## Leben
Gryse (Grise) studierte ab April 1560 evangelische Theologie an der Universität Rostock. Das Studium schloss er mit dem Abschluss zum Magister ab. Er wurde 1574 Prediger an der Katharinenkirche des vormaligen Katharinenklosters mit dem Armenhaus und 1577 auch Prediger an der Kirche des noch altgläubigen Klosters zum Heiligen Kreuz in Rostock. Beide Predigtämter behielt er bis zu seinem Tode bei. Überliefert ist er als erster Biograph des Rostocker Reformators Joachim Slüter. Die Biographie wurde 1832 neu herausgegeben von Karl Friedrich Ludwig Arndt (1787–1862), Rektor der Ratzeburger Domschule.
Diese und seine weiteren Schriften verfasste er in niederdeutscher Sprache. Friedrich Schlie dokumentiert ein Pastorenbild Gryses aus der Katharinenkirche, welches um 1900 im Museum der Stadt Rostock verwahrt wurde; es wird heute im Kulturhistorischen Museum der Stadt Rostock gezeigt.